# Гуран (Альборз)
Гуран (перс. گوران‎) — село на севере Ирана, в остане Альборз. Входит в состав шахрестана Талекан. Является частью дехестана (сельского округа) Бала-Талекан бахша Меркези.

## География
Село находится в северо-западной части Альборза, в горной местности южного Эльбурса, в левобережной части долины реки Шахруд, на расстоянии приблизительно 32 километров к северо-северо-западу (NNW) от Кереджа, административного центра провинции. Абсолютная высота — 1898 метров над уровнем моря.

## Население
По данным переписи 2006 года население села составляло 553 человека (282 мужчины и 271 женщина). В Гуране насчитывалось 175 семей. Уровень грамотности населения составлял 84,45 %. Уровень грамотности среди мужчин составлял 85,46 %, среди женщин — 83,39 %.